# TEDxPrague
TEDxPrague je nezávislá inspirativní konference v Praze organizovaná dobrovolníky na základě licence od TED.
Jde o lokální formát konferencí TED a je věnován myšlenkám, které stojí za to šířit. Program akce je sestaven tak, že poskytuje komunitám, organizacím a jednotlivcům příležitost propojit se, získávat a hlavně rozvíjet zkušenosti z různých oborů. Zkratka TED znamená Technologie, Zábava (angl. Entertainment), Design (odtud název TED). Na akcích TEDx se kombinují TED Talks videa a živá vystoupení řečníků a vytváří tak zajímavou interakci s publikem. Tyto lokálně samostatně organizované akce nesou jméno TEDx, kde x znamená nezávisle organizovaný event. Konference TED nabízí všeobecné poradenství pro program a pořádání TEDx, ale individuální TEDx jsou organizované samostatně.

## Formáty TEDx

#### Standardní akce
Tento typ události je organizován ve městě, ve kterém žijete, zapojuje širokou veřejnost a představuje rozmanitou škálu přednášek, které se neomezují na jedno téma. Akce je pojmenována po komunitě založené na místě, kde slouží, například TEDxPrague.

#### TEDxYouth
Akce pro mládež organizované mladými aktivními lidmi nebo školními (univerzitními) komunitami. Na vysokých školách existují také akce pořádané zaměstnanci správy univerzity, učitelé nebo studenti.

#### ED (Education)
Akce ED jsou akce TEDx, kde se scházejí pedagogové, studenti, administrátoři a další, aby diskutovali o budoucnosti vzdělávání.

#### TEDxWomen
Událost TEDxWomen je událost TEDx, která oslavuje řadu různých myšlenek z celé řady oborů, ať už daných ženami nebo se k nim vztahují. Akce TEDxWomen jsou organizovány kolem oficiální konference TEDWomen.

## Historie

### 2009
Historicky první ročník inspirativní konference TEDxPrague se uskutečnil koncem roku 2009 v prostorách Písecké brány a vycházel z nápadu hrstky nadšenců přinést světovou konferenci TED do České republiky. Program navštívilo 100 hostů. Zanedlouho poté se konaly první setkání TEDx také v Bratislavě a Brně.

### 2010
Druhý ročník TEDxPrague se uskutečnil vršovickém kině Vzlet a nesl motto „ReStart – začneme jinak“. Hostil 450 fanoušků a 21 přednášejících. Videa z konference vložené na YouTube už mají přes 40 000 zhlédnutí. K přednášejícím se mimo jiné řadili lékař Cyril Höschl, propagátor svobody v práci Tomáš Hajzler nebo zastánce vzdělávací revoluce Ondřej Šteffl.

### 2012
Třetí ročník TEDx s podtitulem „Není na co čekat“ se konal v divadle Archa. Více než 450 účastníků zhlédlo vystoupení 15 řečníků, kteří jim poskytli inspiraci k novým aktivitám a někdy až kontroverzní pohled. Svou myšlenku hodnou šíření přednesl psycholog Radvan Bahbouh, slovenský filantrop Andrej Kiska nebo aktivistka Renata Chmelová. Dalších 2 000 fanoušků sledovalo přímý přenos konference na internetu.
V roce 2012 také začaly pod hlavičkou TEDxPrague první experimenty s menšími formáty setkání - TEDxCinema, TEDxLive a TEDxSalon.

### 2013 - 2022
TEDxYouth@Prague pro studenty vysokých a středních škol vznikl v roce 2013. Konferencí se zúčastnilo více než 3 000 účastníků, vystoupilo přes 50 řečníků a jejich videa mají na Youtube přes 500 000 zhlédnutí. V roce 2020 vznikl v době pandemie unikátní formát virtuální konference, na který se připojili účastníci z rozmanitých koutů Evropy. Dnes se opět koná TEDxYouth@Prague živě a podporuje další týmy na školách v organizaci vlastních TEDxYouth setkání.

## Seznam všech pražských konferencí TEDx
| Rok  | TEDxPrague                                                    | TEDxPragueWomen                                              | TEDxYouth@Prague                                                          | TEDxPragueEd                                     | menší formáty |
| ---- | ------------------------------------------------------------- | ------------------------------------------------------------ | ------------------------------------------------------------------------- | ------------------------------------------------ | --- |
| 2009 | TEDxPrague - Písecká brána - 8.12.2009                        |                                                              |                                                                           |                                                  | |
| 2010 | TEDxPrague - Kino Vzlet - 20.11.2010                          |                                                              |                                                                           |                                                  | |
| 2011 | TEDxPrague: "Není na co čekat"                                |                                                              |                                                                           |                                                  | |
| 2012 | TEDxPrague: „Není na co čekat“ - Divadlo Archa - 3.3.2012     |                                                              |                                                                           |                                                  | TEDxPragueCinema - Bio Oko - 17.1.2012 TEDxPragueCinema - Bio Oko - 16.2.2012 TEDxPragueLive - Bio Oko - 27.6.2012 TEDxPragueSalon: "Nenápadný půvab vědy" - Národní technická knihovna - 11.10.2012 |
| 2013 | TEDxPrague: "Přes hranice" - hala Na Folimance - 25.5.2013    | TEDxPragueWomen: "Vlastní cestou"                            | TEDxYouth@Prague: "The Spark" - Kino Ponrepo - 16.11.2013                 |                                                  | TEDxPragueLive - 360° Bar&Lounge - 27.2.2013 TEDxPragueCinema: "Na vlastní nohy!" - Kino Světozor 27.3.2013 TEDxPragueSalon: "Pokus a omyl" - Národní technická knihovna - 24.4.2013                 |
| 2014 | TEDxPrague 2014 „Pod povrchem“ - Divadlo Hybernia - 21.6.2014 |                                                              | TEDxYouth@Prague: "Worlds Imagined" - Podnik - 15.11.2014                 |                                                  | TEDxPragueSalon Music: "Poslouchám, slyším" TEDxPragueSalon: "Nechat se získat" |
| 2015 | TEDxPrague: „Mám sen“ - Nová scéna ND - 25.10.2015            | TEDxPragueWomen: "Momentum" - Kino Lucerna - 29.5.2015       | TEDxYouth@Prague: "Made by the Future" - Venuše ve Švehlovce - 28.11.2015 |                                                  | TEDxPragueSalon Music: "Skládám tóny ze/za sebe" TEDxPragueSalon: "Po stopách budoucnosti" |
| 2016 | TEDxPrague: „Naše a cizí“ - Forum Karlín - 30.10.2016         | TEDxPragueWomen: „Nejvyšší čas“ - Slévárna - 28.10.2016      | TEDxYouth@Prague: „Za\|zraky“ - 64 U Hradeb - 19.11.2016                  |                                                  | |
| 2017 | TEDxPrague: „Krásný nový svět“ - Forum Karlín - 4.11.2017     | TEDxPragueWomen: „Mosty“ - Novotného lávka - 2. 11. 2017     | TEDxYouth@Prague: „Hra/na“ - Loď Tajemství - 14. 9. 2017                  | TEDxPragueED: "Co teď" - Divadlo ABC - 26.7.2017 | |
| 2018 | TEDxPrague: „Kotrmelce“ - Forum Karlín - 10.11.2018           | TEDxPragueWomen: "Ukaž se" - DOX - 30.11.2018                | TEDxYouth@Prague: "V klidu" - Pražská křižovatka - 13.10.2018             | TEDxPragueED: "Radost" - Divadlo ABC - 26.7.2018 | |
| 2019 | TEDxPrague: „Svár“ - Forum Karlín - 2.11.2019                 | TEDxPragueWomen: "Bold + Brilliant" - La Fabrika - 6.12.2019 | TEDxYouth@Prague: "Pro sebe / pro nás" - Kino Dlabačov - 12.10.2019       | TEDxPragueED: "Na celý život" - 12.9.2019        | |
| 2020 |                                                               |                                                              | TEDxYouth@Prague: "Konec?" - virtuální TEDx - 30.5.2020                   |                                                  | TEDxPragueSalon - Diverzita mýtus nebo realita? - Spojka Karlín - 23.9.2020 |
| 2021 | TEDxPrague: "Neviditelné" - Pražská křižovatka - 6.11.2020    |                                                              |                                                                           | TEDxPragueED: "Za pochodu" - 17.8.2021           | |
| 2022 |                                                               |                                                              | TEDxYouth@Prague: "Kontakt" - Atrium na Žižkově - 11.5.2022               |                                                  | |

## O TED
Historie TED začala v roce 1984 jako konference, která dala dohromady lidi ze 3 světů: technologie, zábava a design (odsud název TED). Od té doby se ale její záběr značně rozšířil. Pod  jménem TED se organizují: výroční konference TED Conference v kalifornském Long Beach/Palm Springs, která se koná vždy na jaře, TEDGlobal v britském Oxfordu, konaný každoročně v létě, dále zahrnuje oceňovaný videoserver TEDTalks, program Open Translation Project a Open TV Project, inspirační program TED Fellows a od roku 2009 komunitní program TEDx a TEDIndia a výroční ocenění TED Prize. 
Výroční TED konference v Long Beach/Palm Springs a Oxfordu dávají dohromady nejzajímavější osobnosti světa, které fascinují svým životním příběhem a přinášejí  nejinspirativnější myšlenky. Tyto myšlenky jsou odhodláni přenést do svých krátkých vystoupení. (Prezentace na TED mají maximálně 18 minut). Na TEDTalks je nyní k dispozici více než 1000 vystoupení (TEDTalks) a každý týden jsou přidávána další. Všechny přednášky jsou opatřeny anglickými titulky a mnoho z nich má titulky v dalších jazycích.